# سیارک ۱۹۶۳۷
سیارک ۱۹۶۳۷ (به انگلیسی: 19637 Presbrey، نامگذاری:1999RU48) نوزده هزار و ششصد و سی و هفتمین سیارک کشف شده‌است که در ۷ سپتامبر ۱۹۹۹ کشف شد.
قدر مطلق سیارک برابر ۱۲.۳ است.